# Lưu Thắng (Trung Sơn vương)
Lưu Thắng (giản thể: 刘胜; phồn thể: 劉勝 ? - 113 TCN), tức Trung Sơn Tĩnh vương (中山靖王), là chư hầu vương đầu tiên của nước Trung Sơn, chư hầu nhà Hán trong lịch sử Trung Quốc. Ông nổi tiếng khi được nhắc đến như là tổ tiên trực hệ của Hán Chiêu Liệt Đế Lưu Bị, vị hoàng đế khai quốc nước Thục Hán thời kỳ Tam Quốc.

## Tiểu sử
Lưu Thắng là con trai thứ 9 của Hán Cảnh Đế Lưu Khải, vua thứ sáu của nhà Hán với mẹ là Giả phu nhân. Tháng 6 Hán Cảnh Đế tiền tam niên (154 TCN), Lưu Thắng được vua cha lập làm Trung Sơn vương, cai quản nước Trung Sơn.
Sau khi vua cha Hán Cảnh Đế qua đời (141 TCN), em trai ông là Lưu Triệt nối ngôi, tức là Hán Vũ Đế. Năm Kiến Nguyên thứ ba đời Hán Vũ Đế (138 TCN), Lưu Thắng cùng với các chư hầu vương là Đại vương Lưu Đăng, Trường Sa vương Lưu Phát, Tế Xuyên vương Lưu Minh vào Trường An, yết kiến Vũ Đế. Vũ Đế bày tiệc rượu và lễ nhạc tiếp đãi. Lưu Thắng nhân cơ hội này khóc lóc trước mặt Vũ Đế. Vũ Đế hỏi nguyên do, ông trình bày nỗi khổ của các vương chư hầu bởi vì từ sau thất quốc chi loạn, nhà Hán tăng cường giám sát các chư hầu vương vì lo ngại họ sẽ làm loạn, phái nhiều người đến phong quốc chư hầu giám sát. Các đại thần này lại tìm cớ gây sức ép với các vương chư hầu. Hán Vũ Đế tỏ ra thông cảm, ra lệnh giảm bớt yêu sách với chư hầu, nhưng về sau lại nghe lời Chủ Phụ Yển, thực hiện chính sách chia đất lần lần cho tất cả con cháu của vua chư hầu trên lãnh thổ của chư hầu đó để làm giảm thế lực của họ.
Lưu Thắng là người háo sắc và thích uống rượu, có tới 22 người con và 120 cháu. Nhưng ông lại chê anh mình là Triệu vương Lưu Bành Tổ thích thanh sắc và âm nhạc, rốt cuộc Bành Tổ đố lại việc ông cũng là người dâm loạn và không phải là năng thần phụ tá thiên tử.
Tháng 2 xuân năm Nguyên Đỉnh thứ 4 (113 TCN), Lưu Thắng qua đời, làm Trung Sơn vương 42 năm rồi mất, không rõ bao nhiêu tuổi. Con ông là Lưu Xương nối tước, tức Trung Sơn Ai vương. Cháu 9 đời của ông là Lưu Bị (161 - 223), tức Chiêu Liệt đế thời Tam quốc.
Năm 1968, ở huyện Bảo Định, tỉnh Hà Bắc, người ta khai quật được mộ của Lưu Thắng cùng với vương phi Đậu thị. Trong mộ táng có nhiều ngọc y bao bọc quanh thi thể. Đây là phát hiện quan trọng đối với ngành khảo cổ học Trung Quốc thời Hán.

## Gia đình
- Cha: Hán Cảnh Đế Lưu Khải (刘启)
- Mẹ: Giả phu nhân (贾夫人)
- Anh
  - Thái tử → Lâm Giang Mẫn vương Lưu Vinh (临江闵王刘荣)
  - Hà Gian Hiến vương Lưu Đức (河间献王刘德)
  - Lâm Giang Ai vương Lưu Át (临江哀王刘阏于)
  - Lỗ Cung vương Lưu Dư (鲁恭王刘余)
  - Giang Đô Dịch vương Lưu Phi (江都易王刘非)
  - Trường Sa Định vương Lưu Phát (长沙定王刘发)
  - Triệu Kính Túc vương Lưu Bành Tổ (赵敬肃王刘彭祖)
  - Giao Tây Vũ vương Lưu Đoan (胶西王刘端)
- Em
  - Hán Vũ Đế Lưu Triệt (汉武帝刘彻)
  - Quảng Xuyên Huệ vương Lưu Việt (广川惠王刘越)
  - Giao Đông Khang vương Lưu Kí (胶东康王刘寄)
  - Thanh Hà Ai vương Lưu Thăng (清河哀王刘乘)
  - Thường Sơn Hiến vương Lưu Thuấn (常山宪王刘舜)
- Chị em gái
  - Bình Dương công chúa (平阳公主)
  - Nam Cung công chúa (南宫公主)
  - Long Lự công chúa (隆虑公主)
- Vợ: Vương phi Đậu thị (cháu của Đậu thái hậu nhà Hán)
- Con cái
  - Trung Sơn Ai vương Lưu Xương (中山哀王刘昌)
  - Quảng Vọng Tiết hầu Lưu Trung (广望节侯刘忠)
  - Tương Lương hầu Lưu Triều Bình (将梁侯刘朝平)
  - Tân Quán hầu Lưu Vị Ương (薪馆侯刘未央)
  - Lục Thành hầu Lưu Trinh [zh] (陆城侯刘贞), là tổ tiên trực hệ của Hán Chiêu Liệt Đế Lưu Bị
  - Tân Xư hầu Lưu Gia (薪处侯刘嘉)
  - Lục Địa hầu Lưu Nghĩa (陆地侯刘义)
  - Lâm Lạc Đốn hầu Lưu Quang (临乐敦侯刘光)
  - Đông Dã Đái hầu Lưu Chương (东野戴侯刘章)
  - Cao Bình hầu Lưu Hỉ (高平侯刘喜)
  - Quảng Xuyên hầu Lưu Pha (广川侯刘颇)
  - Thừa Khâu Tiết hầu Lưu Tương Dạ (乘丘节侯刘将夜)
  - Cao Khâu Ai hầu Lưu Phá Hồ (高丘哀侯刘破胡)
  - Liễu Túc Di hầu Lưu Cái (柳宿夷侯刘盖)
  - Nhung Khâu hầu Lưu Nhương (戎丘侯刘让)
  - Phàn Dư Tiết hầu Lưu Tu (樊舆节侯刘修)
  - An Đôn Vũ hầu Lưu Truyện Phú (安敦于侯刘传富)
  - An Hiểm hầu Lưu Ứng (安险侯刘应)
  - An Đạo hầu Lưu Khôi (安道侯刘恢)
  - Bành hầu Lưu Khuất Ly (澎侯刘屈氂), cuối thời Vũ Đế, Khuất Ly được phong làm thừa tướng